# Teorema de Sonnenschein-Mantel-Debreu
El teorema económico formulado en primer lugar por Hugo F. Sonnenschein en 1972 y 1973 (y complementado en 1974 por Rolf Mantel y Gérard Debreu) evidencia que las funciones de demanda y oferta resultantes del modelo de equilibrio general de Arrow-Debreu pueden asumir cualquier forma, lo cual refuta las conclusiones de unicidad y estabilidad del equilibrio general. Este teorema, es por tanto un resultado fundamental para la teoría general de equilibrio económico.

## Presentación de resultados
Este teorema afirma que en el marco de la competencia perfecta, es imposible deducir de los comportamientos maximizadores de las empresas y hogares, las condiciones sobre la forma de sus funciones de oferta y demanda. El resultado resiste una modificación de varias hipótesis. Es particularmente verdadero en toda situación en la cual un número suficiente de agentes son tomadores de precio (price-takers), por ejemplo en presencia de un monopolio en un marco de equilibrio general, o si supone que todos los consumidores tienen los mismos gustos.

## Lo que está en juego

Una posible curva de demanda del mercado según los resultados de Sonnenschein-Mantel-Debreu.

Las formas de las funciones de oferta y demanda, son elementos esenciales de la teoría del productor y la teoría del consumidor. En un marco de equilibrio parcial, es posible deducir únicamente del comportamiento maximizador y de las hipótesis sobre la utilidad marginal o sobre la función de producción, las condiciones sobre la forma de las funciones de oferta y demanda, por ejemplo el hecho de que la demanda es una función decreciente del precio para un bien normal. Este teorema pone de manifiesto que tales propiedades no se extienden a las funciones de oferta y demanda globales resultantes de agregación de las ofertas y solicitudes en el marco del equilibrio general de Arrow-Debreu. 
Ahora bien, la demanda neta, definida como la diferencia entre la demanda global y la oferta global, debe cumplir algunas condiciones de monotonía para que el equilibrio general exista y sea estable. Por lo tanto, no es posible concluir en general, que el equilibrio de este modelo existe o que el "tanteo" converge necesariamente en una sola forma. Esta visión tiene como antecedente el concepto de tanteo walrasiano (tâtonnements de Léon Walras).
En su libro de 1982, Handbook of Mathematical Economics, H. F. Sonnenschein explicó algunas implicaciones de su teorema para la teoría general de equilbrio, entre ellas la existencia de múltiples equilibrios posibles entre la oferta y la demanda, lo cual contraviene una de las ideas económicas más comunes popularizadas por la escuela marginalista.

## Consecuencias
Este teorema tiene como consecuencia, poner término a las investigaciones sobre las propiedades de las demandas netas del modelo de Arrow-Debreu, excepto las que ponían de manifiesto que no se comprobaba tal o cual propiedad. Para superar este problema, las teorías neoclásicas posteriores emplean la ficción del agente representativo, que supone que las ofertas y demandas globales de los agentes toman la forma de un único agente que las sintetiza. Pero aun para ellas, el teorema implica principalmente, que con muchos mercados correlacionados, el equilibrio económico puede no ser único.
Los resultados muestran que para cada sistema dado de precios de equilibrio y su exceso de demanda asociado, se puede definir una economía arbitraria, que exhibe el mismo comportamiento agregado y los mismos equilibrios. Es decir, los precios no transmiten toda la información relevante sobre la economía. En 1967, Mantel extendió las conclusiones, señalando que la existencia de equilibrio bajo libre comercio no se puede replicar en el caso de libre movilidad ya que pueden existir discontinuidades.
Para los neoclásicos, el teorema demostró que los datos fundamentales de una economía, en particular las funciones individuales de demanda, no pueden determinar en forma unívoca el equilibrio correspondiente y por tanto, partiendo de un conjunto de consumidores que maximizan sus preferencias y uno de producores que maximizan sus utilidades, la teoría macroeconómica no proporciona restricción alguna en cuanto a la función de la demanda agregada; pero, al mismo tiempo comprobó que las funciones de la demanda agregada excedente, en la economía de mercado, se caracterizan por la continuidad, la homogeneidad y el cumplimiento de la ley de Walras.
En contraste, para Claude Mouchot, "este teorema pone de manifiesto que el equilibrio general no es más que una construcción en definitiva vacía e inutilizable".

## Historia de la prueba
El concepto de función de exceso de demanda es importante en las teorías de equilibrio general, porque actúa como una señal para que el mercado ajuste los precios. Si el valor de la función de exceso de demanda es positivo, entonces se están demandando más unidades de una mercancía de las que se pueden suministrar; hay una escasez. Si el exceso de demanda es negativo, entonces se están suministrando más unidades de las que se demandan; hay sobreproducción. El supuesto es que la tasa de cambio de los precios será proporcional al exceso de demanda, de modo que el ajuste de los precios conducirá finalmente a un estado de equilibrio en el que el exceso de demanda de todos los productos básicos es cero.
En la década de 1970, los economistas matemáticos se esforzaron por establecer microfundamentos rigurosos para los modelos de equilibrio ampliamente utilizados, sobre la base del supuesto de que los individuos son agentes racionales maximizadores de la utilidad (la "hipótesis de la utilidad"). Ya se sabía que este supuesto imponía ciertas restricciones poco estrictas a las funciones de exceso de demanda de los individuos (continuidad y ley de Walras), y que estas restricciones eran "heredadas" por la función de exceso de demanda del mercado. En un artículo de 1973, Hugo Sonnenschein planteó la cuestión de si éstas eran las únicas restricciones que podían imponerse a una función de exceso de demanda del mercado. Conjeturó que la respuesta era "sí" y dio los primeros pasos para demostrarlo. Estos resultados fueron ampliados por Rolf Mantel, y luego por Gérard Debreu en 1974, quien demostró que, siempre que haya al menos tantos agentes en el mercado como mercancías, la función de exceso de demanda del mercado hereda sólo las siguientes propiedades de las funciones de exceso de demanda individuales:
- Continuidad
- Homogeneidad de grado cero, y
- Ley de Walras

Estas propiedades heredadas no son suficientes para garantizar que la curva de exceso de demanda tenga una pendiente descendente, como se suele suponer. La unicidad del punto de equilibrio tampoco está garantizada. Puede haber más de un precio vector en el que la función de exceso de demanda sea cero, que es la definición estándar de equilibrio en este contexto.

## Generalizaciones
Más recientemente, Jordi Andreu, Pierre-André Chiappori e Ivar Ekeland extendieron este resultado a la curvas de demanda del mercado, tanto para productos individuales como para la demanda agregada de una economía en su conjunto. Esto significa que las curvas de demanda pueden adoptar formas muy irregulares, incluso si todos los agentes individuales del mercado son perfectamente racionales. En contraste con los supuestos habituales, la cantidad demandada de un bien puede no disminuir cuando el precio aumenta. Frank Hahn consideraba el teorema como una crítica peligrosa a la corriente principal de la economía neoclásica.